# Ганс Аспер
Ганс Аспер (нім. Hans Asper; прибл. 1499 — 21 березня 1571) — швейцарський художник, найбільш відомий своїми портретами.

## Життя
Аспер народився прибл. 1499 року в Цюриху, де він прожив усе своє життя. Про нього нічого не відомо до 1526 року, коли він одружився з дочкою Людвіга Неггі, майстра-теслі, який засідав у міській раді, а сам Аспер був громадянином певного статусу, обраним до Великої ради в 1545 році. Вважається, що він навчався у Цюриху в учня Альбрехта Дюрера Ганса Леу молодшого і, схоже, отримав ранній вплив на портретний живопис від робіт Ганса Гольбайна молодшого. Під час іконоборства та Реформації близько 1523 року Ганс Аспер не розвинувся як художник релігійних мотивів, оскільки протестантизм, що зароджувався, не потребував вівтарних образів. Його перші роботи датуються 1531 роком, з яких, можливо, найвідоміший портрет швейцарського реформатора Ульріха Цвінглі, написаний олією на пергаменті. Того ж року, будучи на той час офіційним художником Цюриха, Аспер розписав інтер'єри деяких урядових будівель міста.
Згодом Ганс Аспер став першим художником у Цюриху, який зосередився на портретному живописі та створював світські роботи. Хоча Ганс Аспер був шанованою людиною і, серед іншого, як представник гільдії малярів у Великій раді Цюриха з 1545 року, він не міг забезпечити себе своєю художньою діяльністю та залежав від підтримки влади. У 1567 році рада надала йому довічну ренту на знак визнання його заслуг.
Аспер мав медаль на свою честь, але помер у бідності 1571 року. Ганс Рудольф Аспер та Рудольф Аспер, двоє з його одинадцяти дітей, також були художниками.

## Твори
З усієї його творчості до наших днів збереглося близько 30 портретів, більшість з яких зберігаються у швейцарських музеях і датуються періодом між 1531 і 1564 роками. На них часто зображені магістрати з Цюриха та важливі реформатори того часу, здебільшого з кола Ульріха Цвінглі, скажімо, доньки Цвінглі Регули Ґвальтер, портрет якої перейшов до власності публічної бібліотеки Цюриха. Портрети виконані в стилі пізньої готики, часто чітко окреслені, сміливо створені як профільні та тричвертні види, здебільшого фігури зображені до пояса на зеленому фоні, без будь-яких позначень інтер'єрів чи пейзажів. Два натюрморти Аспера з фруктами та тваринами є одними з найдавніших відомих натюрмортів. Вважається також, що Аспер створив ілюстрації до Historia Animalium Конрада Геснера.
Аспер також багато працював у Цюриху як художник фасадів, прапорів та гербів. Як офіційний міський художник Цюриха, Ганс Аспер розписав малу залу засідань міської ради та будинок міського писаря у 1531 році. У 1532 році він прикрасив зовнішні стіни ратуші, а також годинники на вежі Гріммен та будівлі суду. З 1538 по 1539 рік він позолотив циферблати годинника церкви Святого Петра.

## Пам'ять

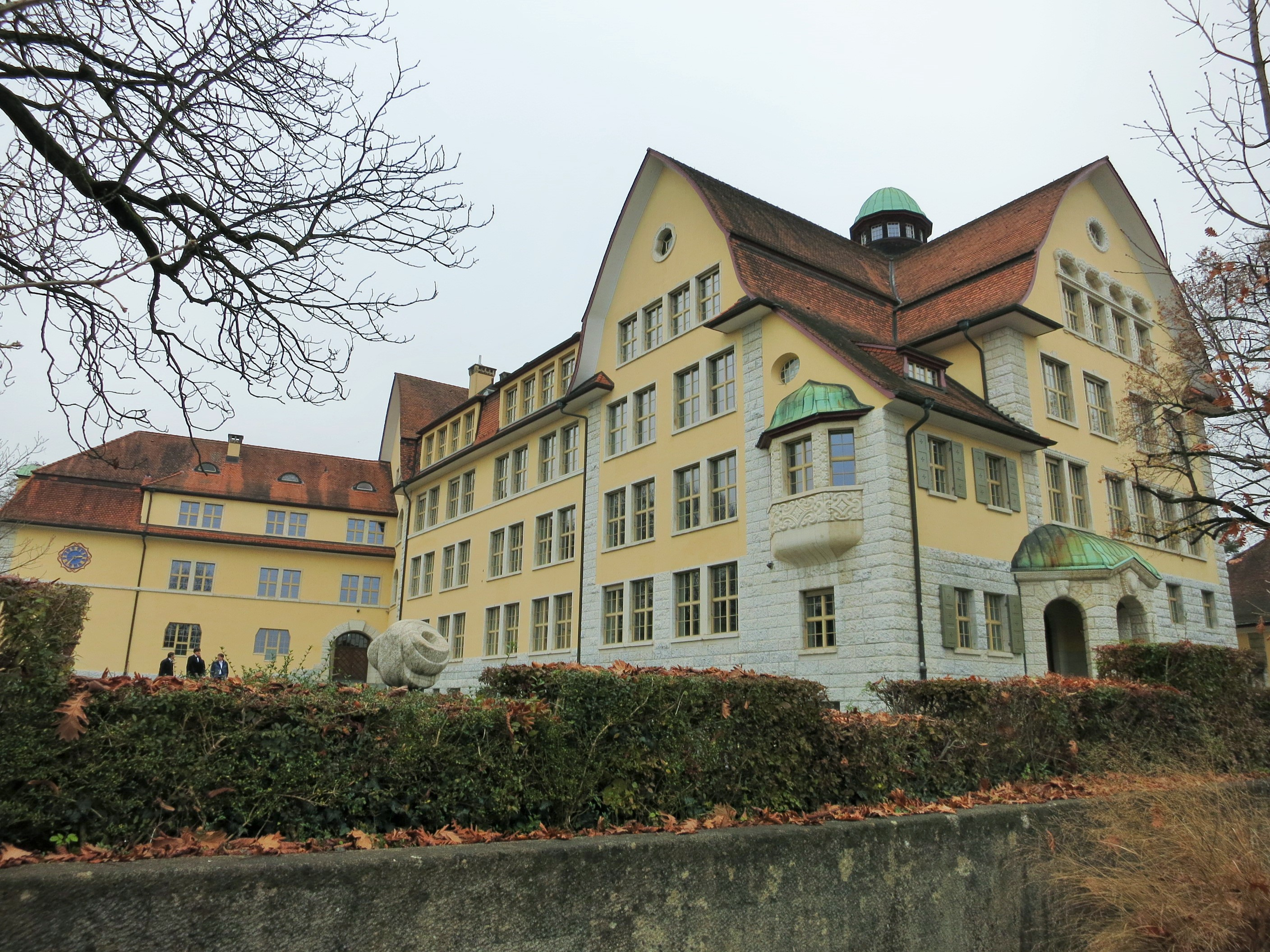
Школа Ганса Аспера

На честь Ганса Аспера в Цюріху-Воллісхофені названо середню школу. Школа імені Ганса Аспера є єдиною школою в німецькомовній частині Швейцарії, яка об'єднує класи для звичайних учнів та учнів з вадами слуху.

## Галерея

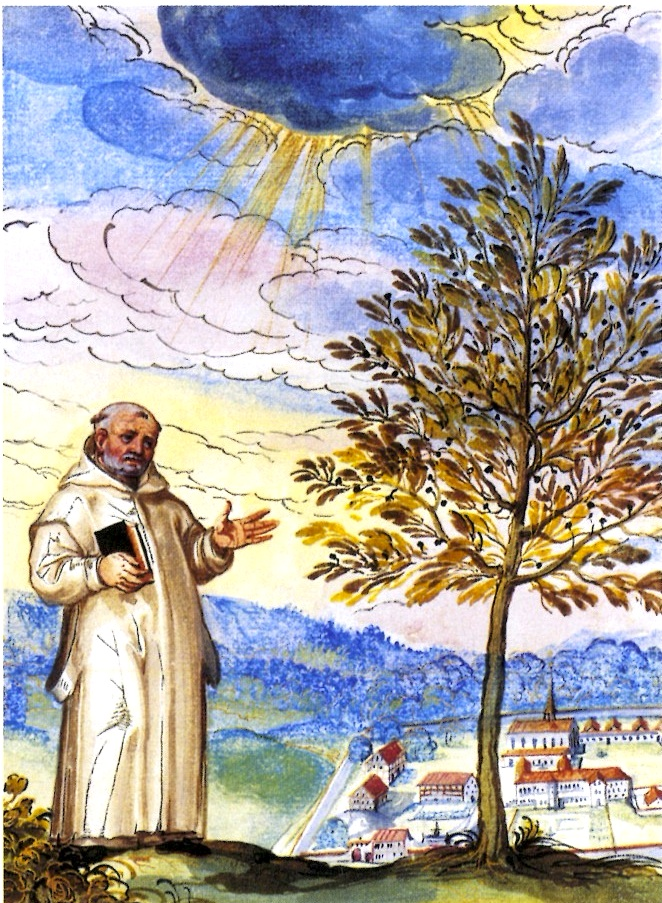
Монах (єв. Пріор Бруно Мюллер), мініатюра Ганса Аспера, 1530
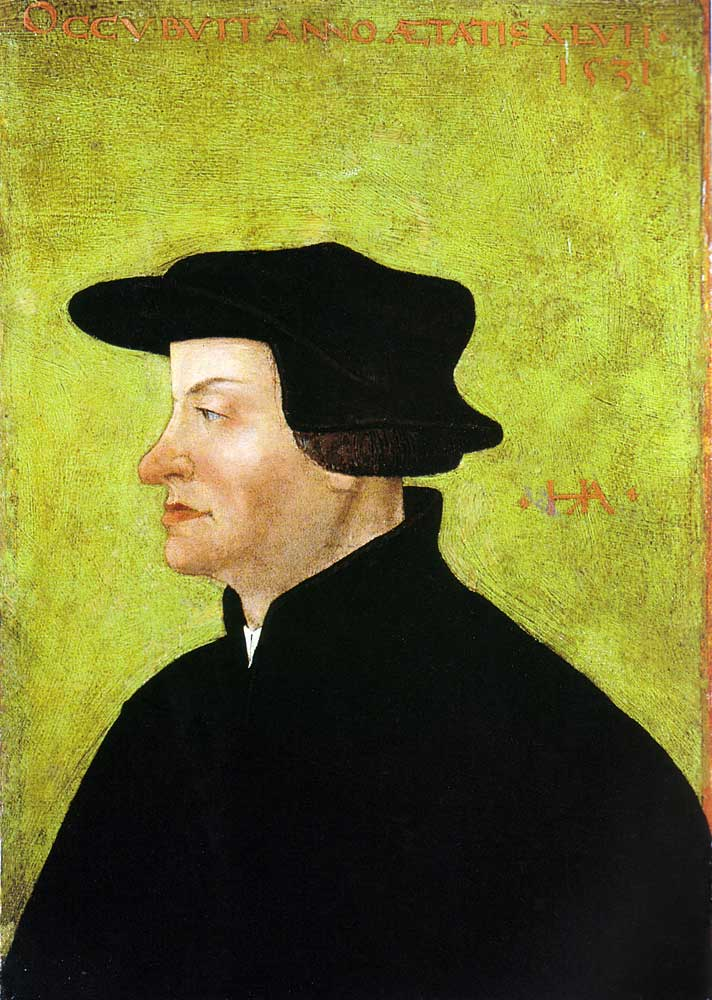
Ульріх Цвінглі, 1531
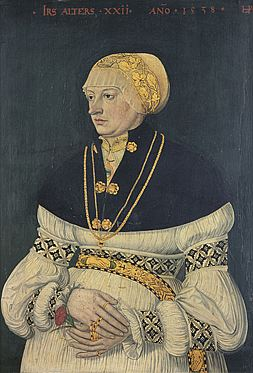
Анна-Регула Шмід фон дер Кугель, уроджена Шерер, 1538
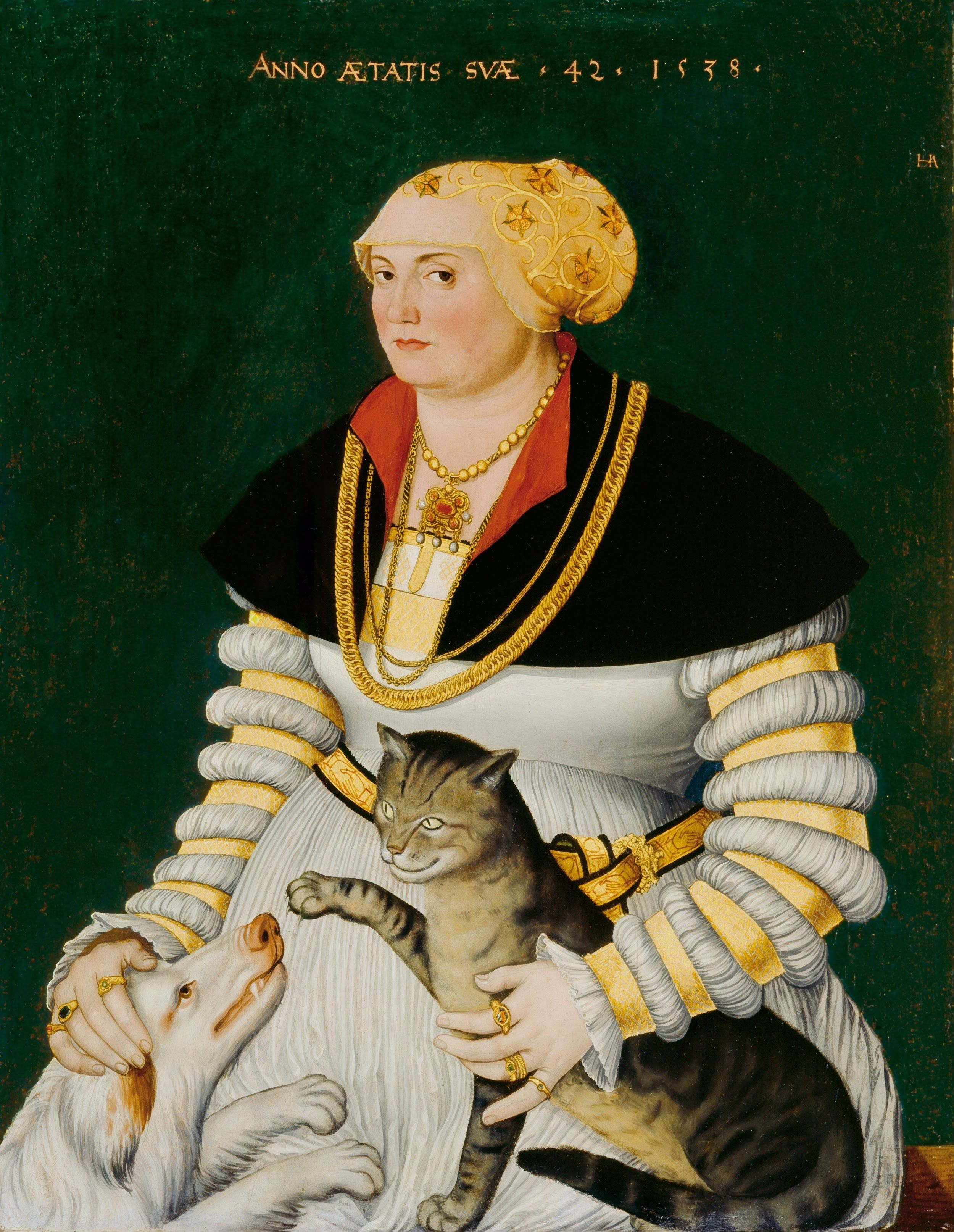
Клеофея Гольцхальб, 1538
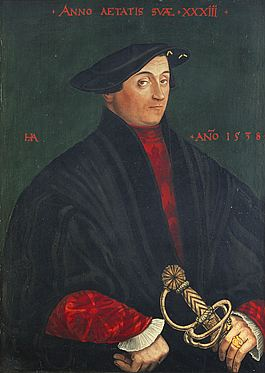
Юнкер Андреас Шмід фон дер Кугель, 1538
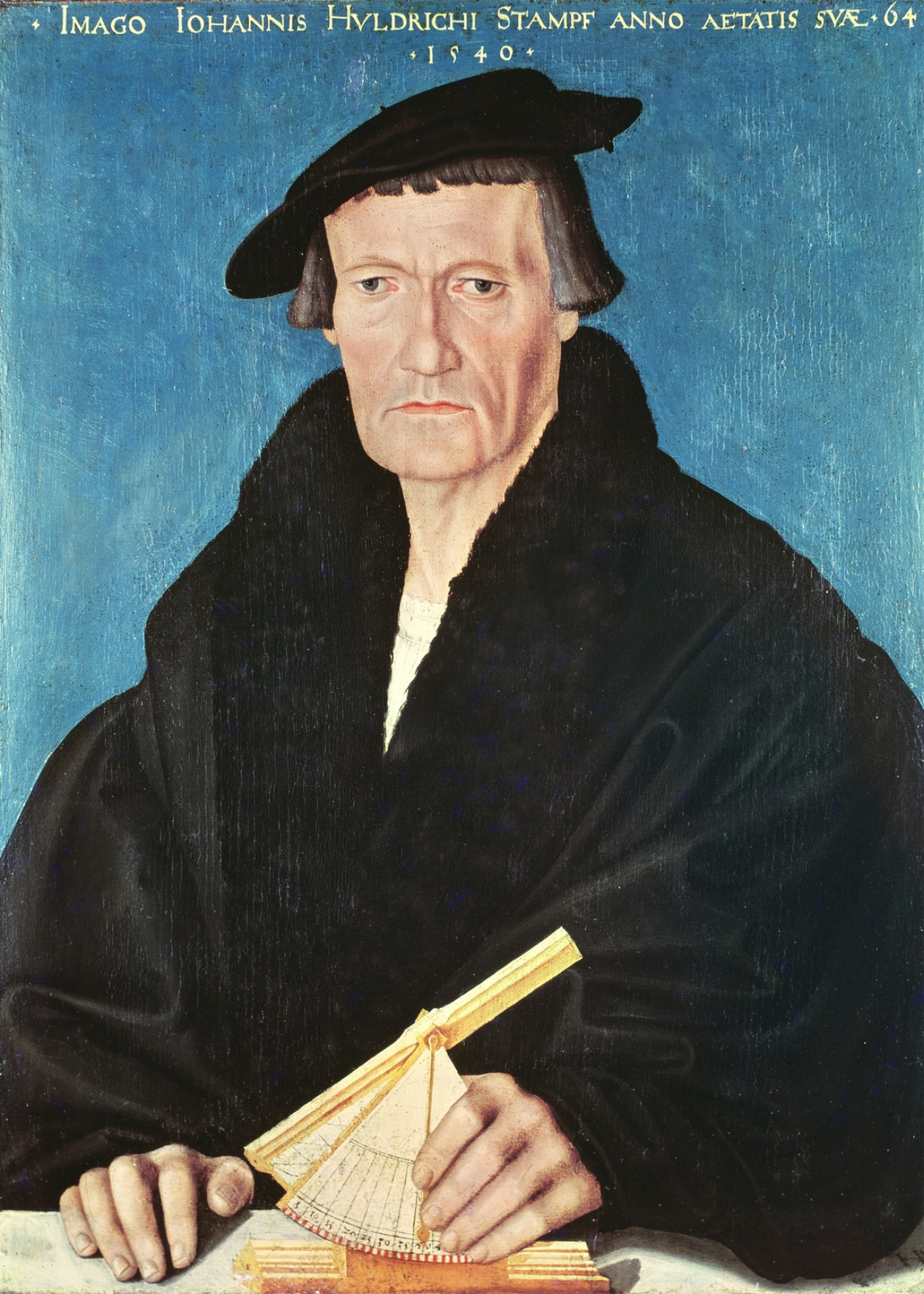
Ульріх Штампфер, 1540
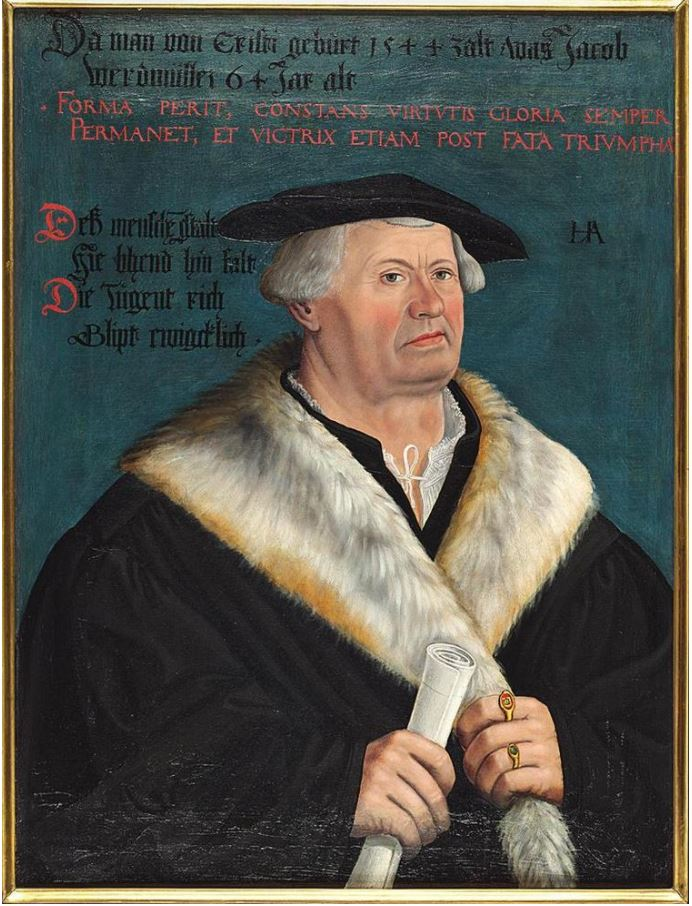
Якоб Вердмюллер, 1544
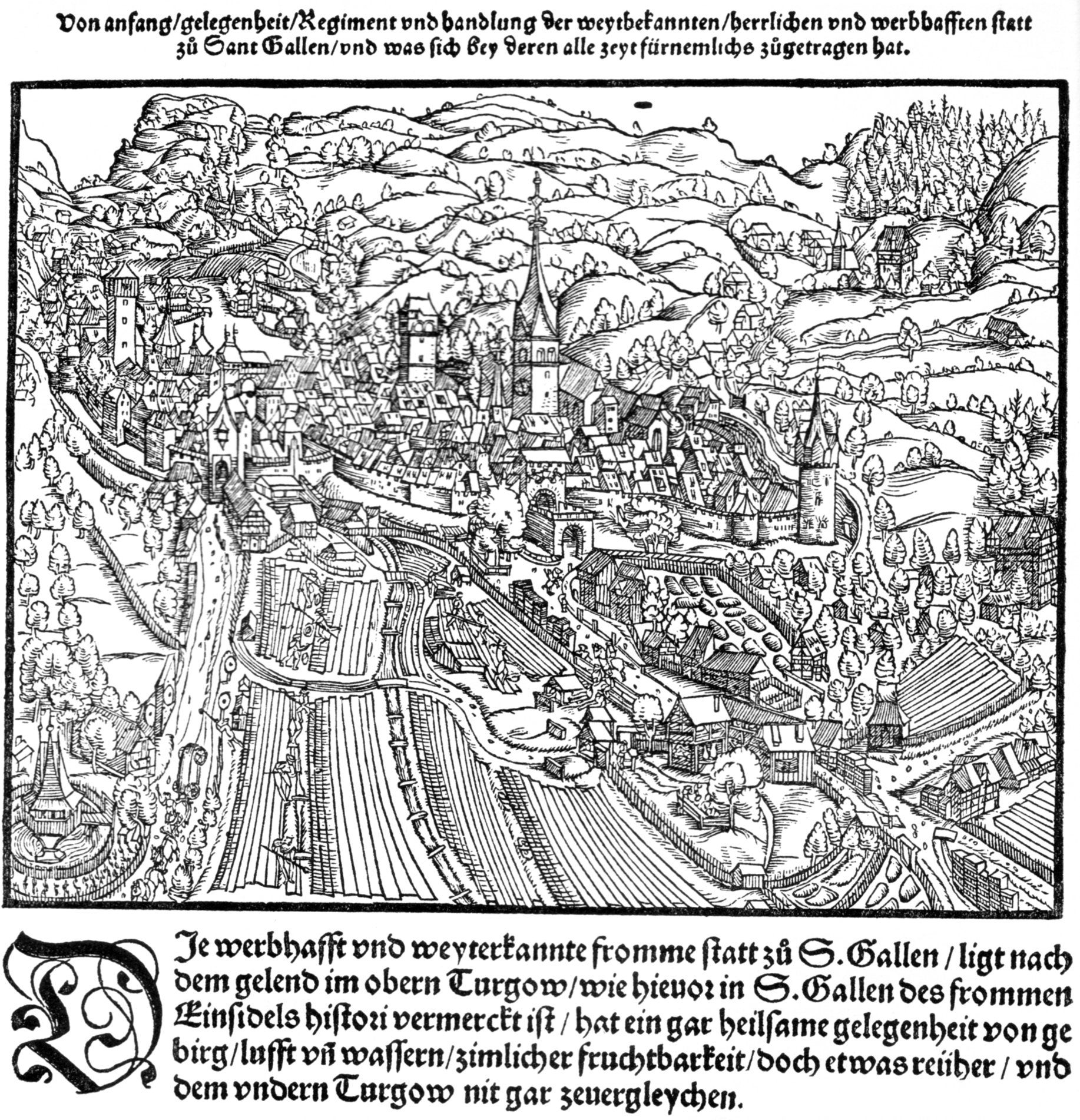
Місто Санкт-Галлен, дереворит з хроніки Штумпфа 1548 року
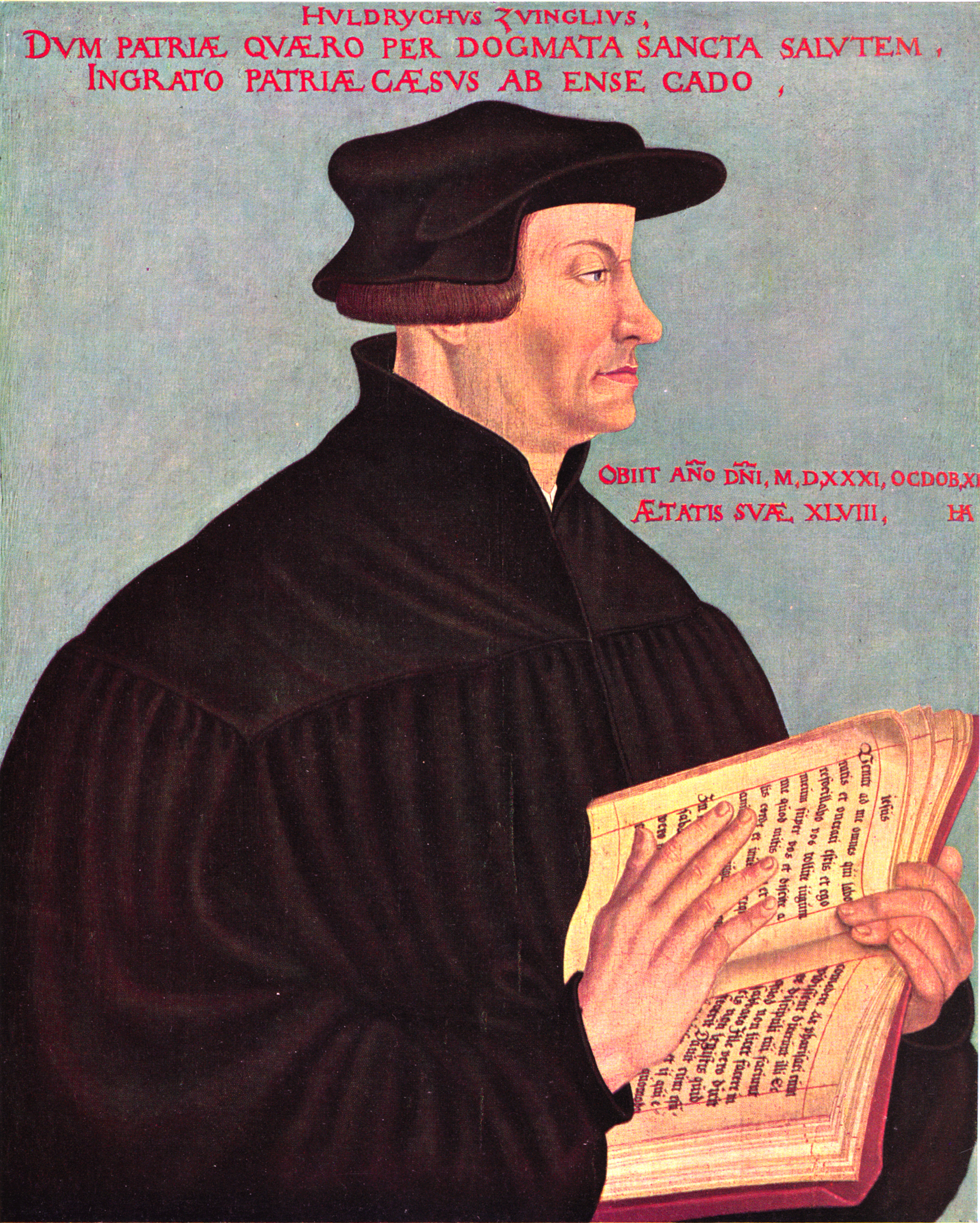
Ульріх Цвінглі, 1549
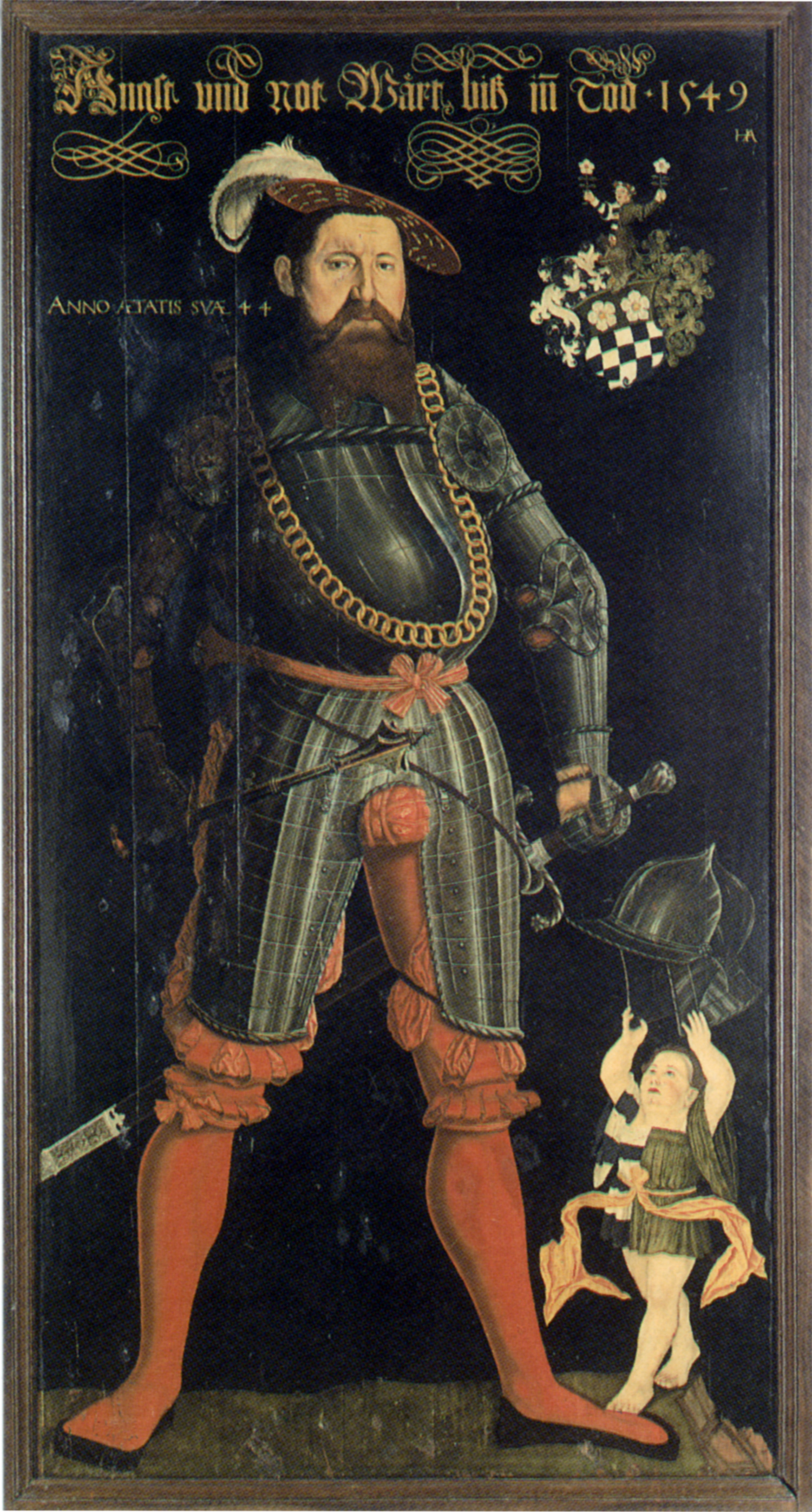
Вільгельм Фреліх, 1549, єдиний портрет Аспера в повний зріст
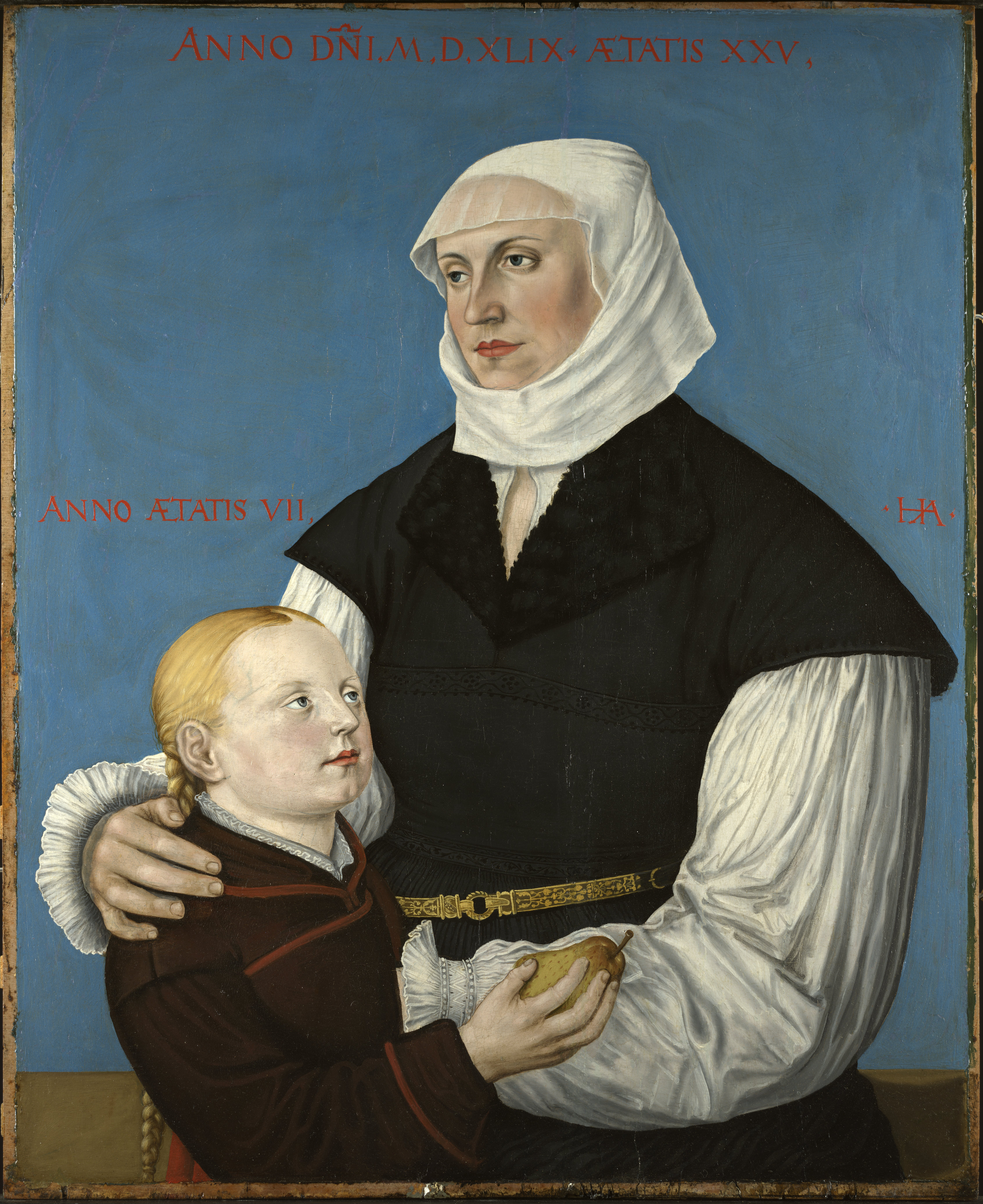
Регула Ґвалтер Цвінглі та Анна Ґвальтер, 1549 р., дочка й онука Ульріха Цвінглі
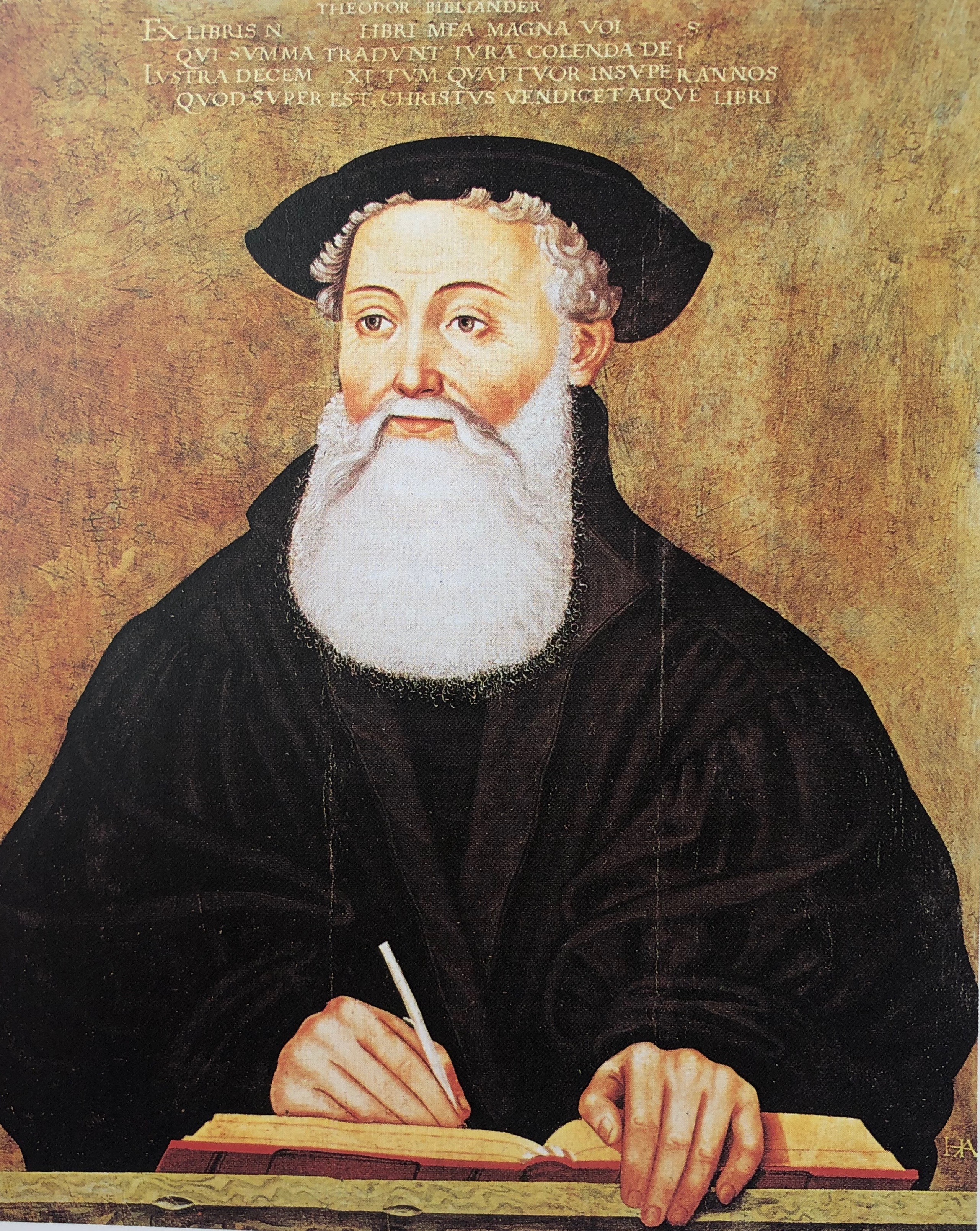
Теодор Бібліандер, 1550
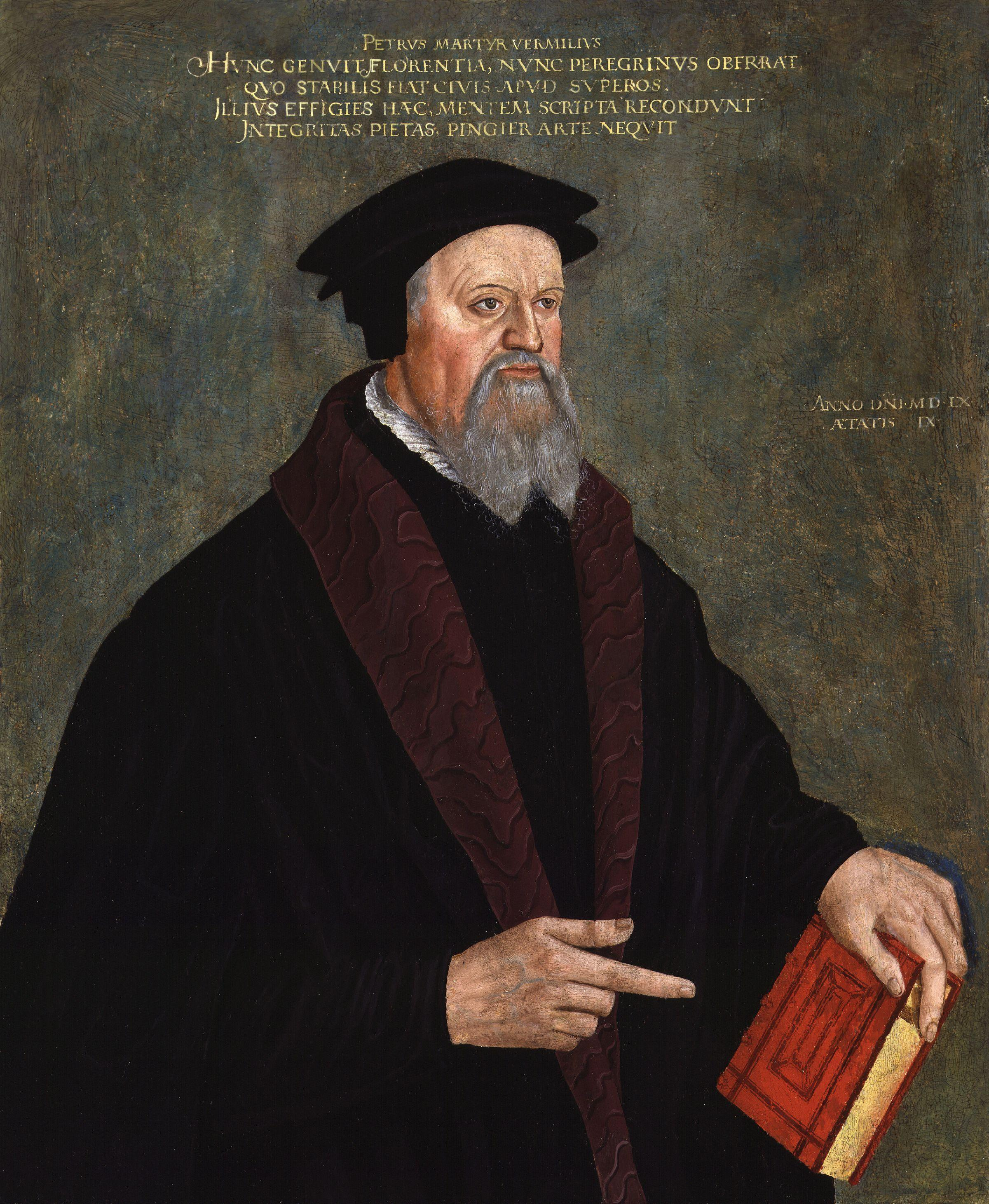
П'єтро Мартіре Вермільї, 1560
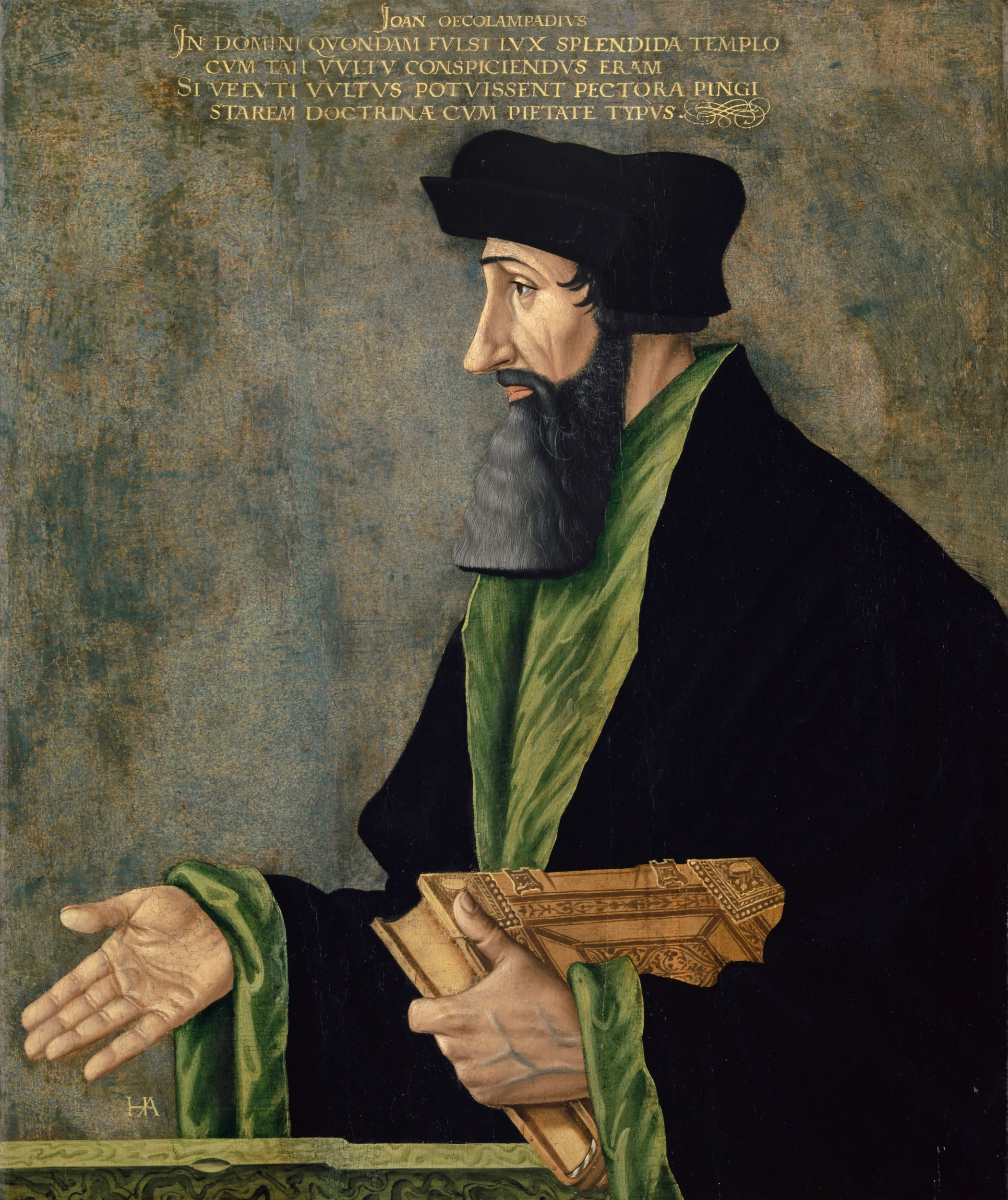
Йоганнес Оеколампад, 1550

## Вебпосилання
- Ганс Аспер. Публікації // Швейцарська національна бібліотека. Каталог «Helveticat»